# 李博 (政治人物)
李博 PC CC OOnt KC（全名，1948年8月2日—），加拿大律師、政治人物和外交官，現任加拿大常駐聯合國代表。他從2011年至2013年間任加拿大自由黨臨時黨魁，並於2008年至2013年間任加拿大國會下議院多倫多中選區議員。他曾於1978年至1982年間以加拿大新民主黨黨員身份出任國會議員，後從1982年至1996年出任安大略新民主黨黨魁，並從1990年至1995年間出任安大略省省長，成為緬尼托巴省以東首位新民主黨黨籍省長。

## 早年生活
李博生於安大略省渥太華，父親是加拿大外交官索爾·雷（Saul Rae）。他年幼時跟隨父親派駐華盛頓和日内瓦等地，後到多倫多大學進修現代歷史；後來與他爭奪加拿大自由黨黨魁職位的葉禮庭曾是他的大學室友。1968年，他先後為角逐聯邦自由黨黨魁的杜魯多和爭取國會議席的自由黨黨員卡其亞（Charles Caccia）助選，首度涉足政治。
李博於1969年從多倫多大學取得文學士學位並贏取羅德獎學金，後到牛津大學貝利奧爾學院進修，其師為以賽亞·伯林，1971年畢業。他在英國期間深入社區，為在倫敦非法佔領房屋的居民尋找居所。這些經驗啓發他對社會公義的信念，而他亦於1974年返回加拿大後加入具有社會民主背景的加拿大新民主黨。他回到多倫多大學修讀法律，1977年取得法學士學位，1984年成為御用大律師。

## 初進國會
1978年，李博代表聯邦新民主黨競逐國會下議院補選，以420票之差擊退進步保守黨候選人湯姆·克利福德（Tom Clifford），首度成為國會議員，代表多倫多市的百樂匯選區（Broadview）。他於1979年聯邦大選中順利連任，代表新成立的百樂匯—堅活選區，並成為新民主黨在國會的財政事務評論員。1979年12月，李博在執政進步保守黨提出的財政預算案中加入附帶動議，指執政黨已失去下議院的信任。動議獲下議院通過，導致克拉克少數政府上任不足一年便倒台。
李博在隨後舉行的1980年聯邦大選中再度連任，數天後再與阿爾琳·佩爾利（Arlene Perly）結婚。在此屆國會中，他聯同黨魁博特賓（Ed Broadbent）支持加拿大從英國取回立憲權，又批評加拿大中央銀行的高利率政策。

## 轉投省政
李博擔任國會議員的同時，米高·卡西迪（Michael Cassidy）領導下的安大略新民主黨則面臨内訌。該黨於1981年省選中表現欠佳，卡西迪因而請辭，而支持李博接任該黨黨魁的呼聲亦陸續浮現。李博起初婉拒此請求，但經過該黨前黨魁史提芬·劉易斯（Stephen Lewis）等人游說後則改變初衷，並在1982年安大略新民主黨黨團會議中當選該黨新任黨魁。當時他在安大略省議會中沒有議席，需待前黨魁當奴·麥當奴（Donald C. MacDonald）辭去其約克南選區（York South）議席後才能透過補選晉身省議會。

### 與自由黨合作
在李博帶領下，安大略新民主黨在1985年省選中贏取省議會125席中的25席，較上屆省選略有進帳。進步保守黨在米勒（Frank Miller）帶領下則失去其多數黨優勢，較籌組多數政府所需的門檻還差11席，比彼特遜（David Peterson）領導下的自由黨也只多四席。在無論如何皆會出現少數政府的局面下，第三大黨新民主黨便扮演著關鍵角色。李博分別與米勒和彼特遜就新民主黨的取向進行磋商後，決定與自由黨簽訂合作協議。新民主黨同意在往後兩年支持自由黨少數政府，而自由黨則同意就一系列由新民主黨倡議的政策展開立法程序。李博本來傾向與自由黨籌組正式的聯合政府，但沒有就這一點跟其黨員爭持，而彼特遜後來也表示他亦不會接受聯合政府的安排。
1985年6月18日，李博向進步保守黨提出的不信任動議獲省議會通過，該黨遂失去其執政地位，並由彼特遜領導的自由黨少數政府取代。在新民主黨支持下，自由黨政府就男女同工同酬和競選開支上限等議題展開立法程序。李博仍不時在不同議題上批評彼特遜，但兩年間也沒有嘗試拉下自由黨政府。
1986年初，安省部分企業高層獲准從員工退休金中提取款項的消息傳出後，李博倡議改革退休金制度，但未被自由黨政府受理。同年李博又表示自由黨政府應在安省人權法規中加入條款，讓省民免受集體誹謗和系統性歧視。

### 官方反對黨黨魁
自由黨少數政府在執政首兩年間民望高企，該黨因此決定與新民主黨的協議屆滿後便解散政府，並於1987年省選中順利贏取多數政府地位。新民主黨卻只贏得19席，而李博更在自己的選區中僅以333票之差險勝自由黨的候選人。另一方面，進步保守黨的表現更差，在省議會中只剩16席。新民主黨遂成為省議會內第二大黨，而李博亦隨之成為官方反對黨黨魁。
博特賓於1989年辭去聯邦新民主黨黨魁一職後，外界一度盛傳李博會參與角逐，而黨內多名資深黨員和工會代表也鼓勵他競選黨魁。然而，李博弟弟於同年6月因癌症去世為他帶來沉重打擊，他亦於同年10月5日表明他會留任安大略新民主黨黨魁，並無意重返聯邦政壇。
1990年初，李博到立陶宛為當地首次舉行的多黨派選舉擔任國際觀察員。本為反對黨的立陶宛改革運動黨在這次選舉中獲勝，而李博其後指他也受到該黨的精神所打動。他又對克里姆林宮因該黨獲勝而作出的強厲回應表達批評。

### 省選獲勝
安大略自由黨於1990年解散省議會並提前舉行省選。當時自由黨在民意調查中仍然領先，新民主黨因此不存厚望。李博後來也指他當時計劃在來屆省議會會期之內退出政壇。然而，不少選民把自由黨提前舉行省選的做法看成傲慢的表現，令自由黨的支持度在競選期間下跌。另外，米治湖修憲協定（Meech Lake Accord）普遍不獲安省選民支持，對於高調參與撰寫協定的彼特遜不利。這時亦有跡象顯示經濟衰退即將到來，部分選民認為自由黨提前舉行省選也是為了盡量減低經濟不景氣對該黨帶來的衝擊。另一方面，進步保守黨則由經驗尚淺的夏理斯（Mike Harris）領導，該黨競選期間亦過度著重稅務政策，而沒有好好利用自由黨的挫折來壯大自己的聲勢，令李博領導的新民主黨成為自由黨失勢下的最大得益者。李博本人亦較上兩次省選時顯得自信，又處處追擊彼特遜和自由黨。競選尾段一次民調顯示新民主黨的支持度略勝自由黨。新民主黨最終贏得74席，成功籌組多數政府，而李博亦成為安大略省省長。

### 省長生涯
1990年10月1日，李博宣誓就任為安大略省首位新民主黨黨籍省長。他上任頭六個月內仍頗受省民歡迎，而1991年3月一次民調亦顯示省新民主黨的支持度達52%。然而，省新民主黨沒有執政經驗，其執政時期卻適逢經濟衰退，令其管治面臨重大考驗。該黨無法兌現數項競選承諾，當中包括引入公營汽車保險，而此舉卻被不少黨員詬病。新民主黨的民望隨後開始下跌，其支持度到1992年末更跌至三大政黨中最差。
新民主黨政府亦於1993年重新磋商省府僱員合約，凍結員工薪金並逼使員工放無薪假；這被稱為「李日子」（Rae days）。這些措施為省府節省近20億元，省府亦無需裁員，卻令新民主黨失去傳統來自勞工組織的支持。
縱使新民主黨執政遭遇挫折，該黨仍推行了數項受歡迎的政策和措施，包括向面臨清盤的安大略省北部企業提供緊急財務援助以穩定當地就業情況、推行公共房屋政策、以及在多倫多興建西艾靈頓路地鐵線（不過此項目被後來上台的進步保守黨政府取消）。

## 告別省政
到了1995年，李博的個人支持度已略為回升，但仍保不住新民主黨的執政地位。在當年省選中，由夏理斯領導的進步保守黨重奪執政權，而只贏得17席的新民主黨則被打回原型至省議會內第三大黨。李博成功保著自己的議席，卻於1996年2月29日辭去其省議員和安大略新民主黨黨魁職位。黨魁一職由霍華德·漢普頓（Howard Hampton）繼任，而約克南選區議席則歸自由黨候選人謝拉德·甘迺迪（Gerard Kennedy）。
李博於1996年成為多倫多古德曼律師事務所（Goodmans LLP）的合夥人，1998年被委任為保安及情報檢閱委員會（Security Intelligence Review Committee）成員後退出新民主黨。他曾協助加拿大紅十字會和多倫多管弦樂團重組，並出任皇家音樂學院董事局主席。他協助成立國際聯邦論壇，並曾任該組織主席。他也曾為安省自由黨政府撰寫報告，審視省内的專上教育制度。
他於2000年獲頒加拿大官佐勳章，再於2004年獲頒安大略勳章。
2005年4月，李博獲副總理和聯邦公共安全部長麥利蘭（Anne McLellan）委派出任顧問，為聯邦政府應否就印度航空182號班機空難的調查和檢控程序舉行公眾諮詢會提供建議。李博於同年11月發表報告，而新任總理哈珀則於2006年5月按報告建議成立調查委員會。

## 重返政壇

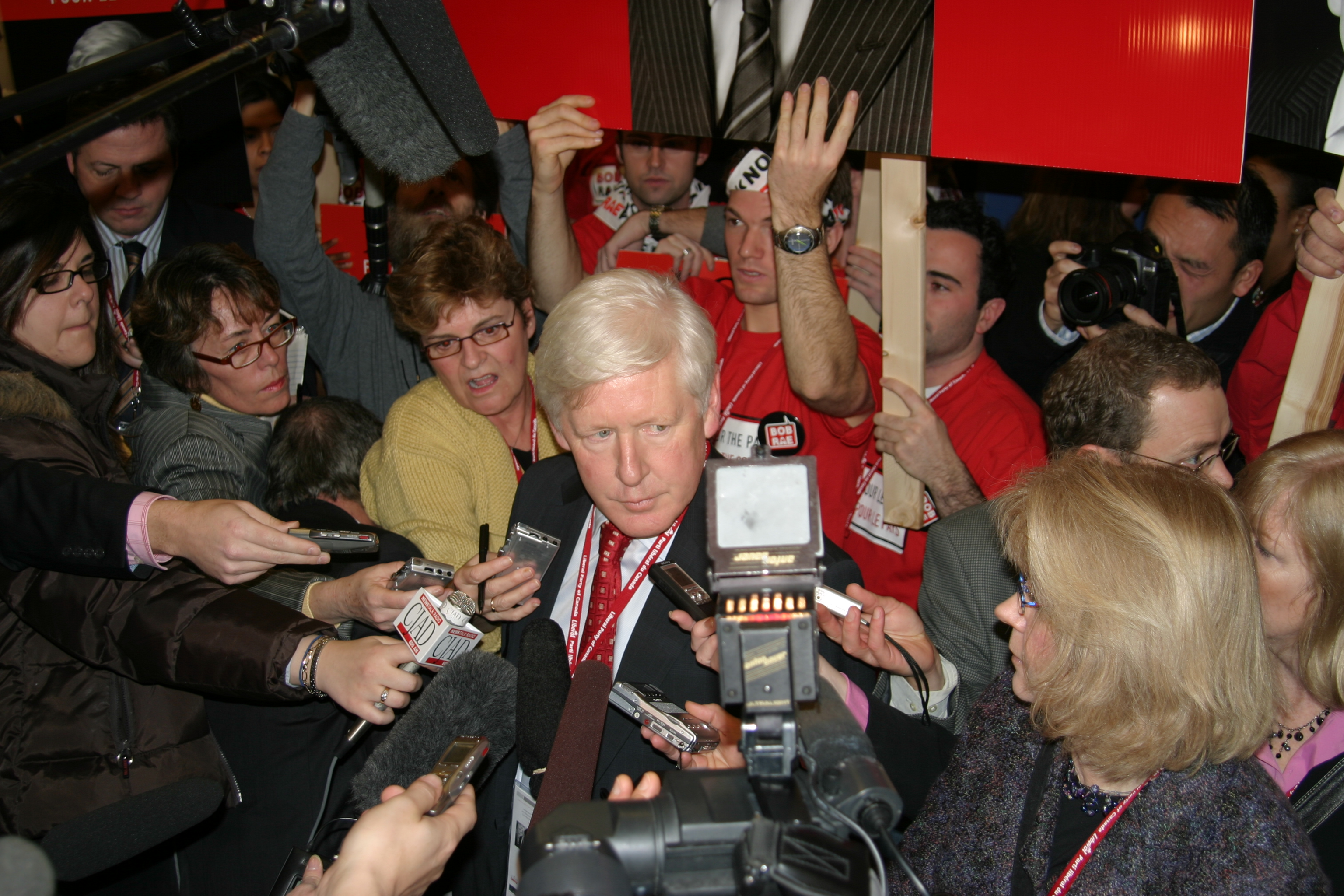
2006年加拿大自由黨黨魁選舉會議首天，李博接受傳媒訪問

加拿大自由黨於2006年聯邦大選中失去執政地位後，馬田宣佈辭任該黨黨魁。李博則於同年4月5日申請加入該黨，再於同月24日宣佈參與角逐該黨黨魁職位。
黨魁選舉於同年12月1日至2日在蒙特婁舉行。李博在第一輪投票中得票率為第二高，僅次於葉禮庭，而狄安則排名第三。三人的得票排名在第二輪投票後亦維持不變。然而，第二輪投票後排名第四的謝拉德·甘迺迪的支持者轉投狄安，令狄安後來居上，在第三輪投票中獲得最多選票，而李博則屈居第三並被淘汰。狄安最終在第四輪投票中壓倒葉禮庭，當選黨魁。
2007年3月7日，李博宣佈角逐來屆聯邦大選的自由黨多倫多中選區候選人提名，並於同月26日以532票對267票壓倒對手，順利出線。

### 回歸國會
在2008年3月17日舉行的多倫多中選區國會議員補選中，李博獲得59.2%的選票，順利當選。他再於同月31日正式就任國會議員，並獲任為自由黨影子内閣的外交事務評論員。
2008年10月聯邦大選，李博順利連任多倫多中選區議員。然而，自由黨在該屆大選再度失利，狄安遂辭任黨魁，李博亦宣布再度角逐該職。當他得悉對手葉禮庭已獲足夠黨員支持後，李博於同年12月9日宣佈棄選。
2011年聯邦大選後，自由黨淪為國會第三大黨，而失去自己議席的葉禮庭亦宣佈辭去其黨魁職位。李博曾公開討論自由黨與新民主黨合併的可能性，惹來部分自由黨員不滿。自由黨全國委員會後來宣佈舉行臨時黨魁選舉，當選的臨時黨魁日後不能角逐正式黨魁的職位。2011年5月19日，李博宣佈角逐臨時黨魁職位，並於同月25日擊敗來自魁北克的國會議員馬克·加諾當選。外界一直揣測李博可能會辭任臨時黨魁以角逐正式黨魁的職位，但他於2012年6月13日宣佈不會參與正式黨魁選舉。賈斯汀·杜魯多於2013年4月當選自由黨黨魁，並委任李博為該黨的外交事務評議員。

## 退出政坛
李博於2013年6月19日宣佈辭任國會議員，並改為出任馬塔瓦部落理事會（Matawa Tribal Council）首席談判員，為該部族與安省政府商討該省北部的採礦項目；他於同年7月31日正式告別國會。他亦於同年7月成為多倫多大學公共政策學院高級研究員，並加入倡議改革加拿大選舉制度組織“加拿大公平選舉”（Fair Vote Canada）的全國諮詢委員會。他於2014年成為奧德豪斯克利爾湯申德律師事務所（Olthuis Kleer Townshend LLP）的資深律師，2015年受勳加拿大同伴勳章。
2017年10月，總理杜魯多委派李博出任緬甸特使，應對羅興亞人危機。杜魯多再於2020年3月擴闊李博職能，成為加拿大人道主義及難民事務特使。
2020年7月6日，杜魯多委派李博出任加拿大常駐聯合國代表（即加國駐聯合國大使）；他於同年8月1日就任。
2024年7月25日，李博當選為聯合國經濟及社會理事會2025年會屆第80任主席。

## 榮譽

### 殊勳
| 綬帶 | 勳章                           | 注釋                                                                                                  |
|      | 加拿大同伴勳章（C.C.）         | - 2015年5月7日頒發 - 2016年2月12日敘任                                                                |
|      | 加拿大官佐勳章（O.C.）         | - 2000年11月15日頒發 - 2001年5月31日敘任                                                              |
|      | 安大略省勳章（O.Ont.）         | - 2004年頒發                                                                                          |
|      | 伊利沙伯二世金禧獎章（加拿大） | - 2002年頒發 - 李博為加拿大官佐勳章授勳者，遂獲發此勳章。                                             |
|      | 伊利沙伯二世鑽禧獎章（加拿大） | - 2012年頒發 - 李博為加拿大官佐勳章授勳者和加拿大國會下議院議員，在加拿大排名名單之列，遂獲發此勳章。 |

### 名譽學位
| 地區     | 日期           | 院校           | 學位              |
| -------- | -------------- | -------------- | ----------------- |
| 安大略省 | 1998年         | 上加拿大律師會 | 法學博士（LL.D）  |
| 安大略省 | 1999年6月      | 多倫多大學     | 法學博士（LL.D）  |
| 安大略省 | 2001年         | 聖母升天大學   | 法學博士（LL.D）  |
| 安大略省 | 2002年11月14日 | 亨廷頓大學     | 聖書博士（DSL）   |
| 安大略省 | 2005年11月11日 | 范肖學院       | 應用研究學士      |
| 安大略省 | 2006年5月25日  | 女王大學       | 法學博士（LL.D）  |
| 安大略省 | 2006年6月      | 麥馬士達大學   | 法學博士（LL.D）  |
| 以色列   | 2010年11月14日 | 海法大學       | 哲學博士（PhD）   |
| 安大略省 | 2014年4月11日  | 卡爾頓大學     | 法學博士（LL.D）  |
| 安大略省 | 2014年         | 湖首大學       | 法學博士（LL.D）  |
| 魁北克省 | 2014年         | 主教大學       | 民事法博士（DCL） |

## 外部連結
- 李博個人網站 （页面存档备份，存于）